# سام ليفيت
سام ليفيت (بالإنجليزية: Sam Leavitt)‏ هو مشغل كاميرا ومصور سينمائي أمريكي، ولد في 6 فبراير 1904 في نيويورك في الولايات المتحدة، وتوفي في 21 مارس 1984 في وودلاند هيلز، كاليفورنيا في الولايات المتحدة.

## وصلات خارجية
- سام ليفيت على موقع IMDb (الإنجليزية)
- سام ليفيت على موقع ألو سيني (الفرنسية)
- سام ليفيت على موقع أول موفي (الإنجليزية)
- سام ليفيت على موقع قاعدة بيانات الأفلام السويدية (السويدية)
- سام ليفيت على موقع قاعدة بيانات الفيلم (الإنجليزية)
- سام ليفيت على موقع كينوبويسك (الروسية)